# Malistan (huyện)
Malistan là một huyện thuộc tỉnh Ghazni, Afghanistan. Dân số thời điểm năm 1999 là 65,282 người.